# Calytrix pulchella
Calytrix pulchella är en myrtenväxtart som först beskrevs av Porphir Kiril Nicolai Stepanowitsch Turczaninow, och fick sitt nu gällande namn av Benjamin Daydon Jackson. Calytrix pulchella ingår i släktet Calytrix och familjen myrtenväxter. Inga underarter finns listade i Catalogue of Life.